# 宇野常寛のオールナイトニッポン0(ZERO)
『宇野常寛のオールナイトニッポン0(ZERO)』（うのつねひろのオールナイトニッポンゼロ）は、ニッポン放送のラジオ番組である。深夜番組「オールナイトニッポン0(ZERO)」に出演の評論家、宇野常寛がパーソナリティを担当する。2013年4月5日から放送を開始し、2014年3月28日の放送をもって終了した。

## 概要
通称、「宇野ZERO」。
2013年3月8日にパーソナリティになることが発表され、この中で宇野は「話題から選曲まで、僕じゃないとできない番組を目指します!」と抱負を述べている。
2014年3月28日をもって、番組は終了するが、この番組とほぼ同じ内容の放送をニコニコ生放送のPLANETSチャンネルで続けることになっている。
のちにJ-WAVEではじまる「THE HANGOUT・月曜日（宇野ハン）」でも同番組のエッセンスを組むところが見受けられる。

## 放送時間
毎週金曜日 27:00 - 29:00（日本標準時土曜日未明3:00 - 5:00）

## コーナー
- 世界の真実・横山由依

第1回-
宇野はAKB48の横山由依推しなので、渾身の「オタ活」を宇野が報告しリスナーからの活動報告も受け付ける。テーマ曲は横山の「May」である。
- 今週の一本

第1回-
宇野は実際に読んだり観たりした本のうち、10分の1も仕事につながらない。そんな中で、膨大な鑑賞記録からこの週に「どうしても語りたい！」という1つの本を宇野がピックアップする。リスナーからも「これってどう思う？」というリクエストを受け付ける。
- アナーキーソングリクエスト

他の番組ではなかなかどころかめったにかからないアニメソング・特撮ソングなどのリクエストに応える。
番組全体を通じて似通ったマニアックな選曲が多い。これは、後述する岩崎和夫の影響が大きいという。ちなみにこのコーナーに〝よっぴー〟こと吉田尚記アナウンサーからリクエストを貰ったこともあるが、その際は宇野も白旗を上げた。
2013年4月5日
- リトル・ピープルの時代

白雪姫と7人のリトル・ピープルたちの物語のように、決して姫に振り向いてもらえないのに、必死に頑張る“悲しき” 存在、そんな、世の中の男女関係における「リトル・ピープル」の“尊厳”を回復する目的で、リスナーからリトル・ピープルの体験談や、「私はリトル・ピープルですか？」という診断も受け付ける。
- 30代既婚男性の魂を解放するプロジェクト

大人になるにつれて身に着けてしまった、やっかいな価値観や世間体にがんじがらめになった３０代既婚男性の悲しき生態に迫る！彼らの魂を解放するためには手段を選ばず！
- 今週の一本

2013年6月8日　 DOCUMENTARY of AKB48 Show must go on　少女たちは傷つきながら、夢を見る
2013年6月15日　（アナーキー・リクエスト大会）
2013年6月22日　家族ゲーム
2013年6月29日　桐島、部活やめるってよ
2013年7月6日　 ゴーマニズム宣言
2013年7月13日　銀魂
2013年7月20日　今期のドラマ「半沢直樹」ほか
2013年7月27日　風立ちぬ
2013年8月3日　 幕張
2013年8月10日　耳をすませば
2013年8月17日　恋するフォーチュンクッキー
2013年8月24日　パシフィック・リム
2013年8月31日　（UNOフェス）　
2013年9月7日 　ギンガムチェック 高橋栄樹監督ver　

## ゲスト
- 2013年4月20日 - 堀潤
- 2013年10月25日 - 小林よしのり
- 2014年2月21日 - 濱野智史（社会学者）、三上真奈（フジテレビアナウンサー）